# Kreis Saalfeld
| Basisdaten                        | Basisdaten                                       |
| --------------------------------- | ------------------------------------------------ |
| Bezirk der DDR                    | Gera                                             |
| Kreisstadt                        | Saalfeld                                         |
| Fläche                            | 337 km² (1989)                                   |
| Einwohner                         | 58.505 (1989)                                    |
| Bevölkerungsdichte                | 174 Einwohner/km² (1989)                         |
| Kfz-Kennzeichen                   | N (1953–1990) NN, NO (1974–1990) SLF (1991–1994) |
| Kreis Saalfeld im Bezirk Gera     |                                                  |
| Der Kreis Saalfeld im Bezirk Gera |                                                  |

Der Kreis Saalfeld war ein Landkreis im Bezirk Gera. Von 1990 bis 1994 bestand er als Landkreis Saalfeld in Thüringen fort. Sein Gebiet liegt heute im Landkreis Saalfeld-Rudolstadt in Thüringen. Der Sitz der Kreisverwaltung befand sich in Saalfeld.

## Geographie

### Lage
Der Kreis Saalfeld lag an der innerdeutschen Grenze im Thüringer Schiefergebirge und wurde von der Saale durchflossen. 

### Wichtigste Orte
Die bedeutendsten Orte neben der Kreisstadt Saalfeld waren die Stadt Leutenberg sowie die Gemeinden Drognitz, Goßwitz, Kamsdorf, Kaulsdorf, Probstzella und Unterwellenborn.

### Nachbarkreise
Der Kreis Saalfeld grenzte im Uhrzeigersinn im Nordwesten beginnend an die (Land-)Kreise Rudolstadt, Pößneck, Lobenstein, Kronach und Neuhaus.

## Geschichte
Am 25. Juli 1952 kam es in der DDR zu einer umfangreichen Verwaltungsreform, bei der unter anderem die Länder der DDR ihre Bedeutung verloren und neue Bezirke eingerichtet wurden. Der damalige Landkreis Saalfeld gab Gemeinden an die Kreise Lobenstein und Pößneck ab. Aus dem verbleibenden Kreisgebiet wurde der Kreis Saalfeld mit Sitz in Saalfeld gebildet. Der Kreis wurde dem neugebildeten Bezirk Gera zugeordnet.
Am 17. Mai 1990 wurde der Kreis in Landkreis Saalfeld umbenannt. Anlässlich der Wiedervereinigung der beiden deutschen Staaten wurde der Landkreis Saalfeld im Oktober 1990 dem wiedergegründeten Land Thüringen zugesprochen. Bei der Kreisreform in Thüringen ging er am 1. Juli 1994 im Landkreis Saalfeld-Rudolstadt auf.

### Wappen
| Wappen des Kreises Saalfeld | Blasonierung: „In Siber drei grüne Nadelbäume, im Schildfuß ein silberner Wellenbalken.“ |
| Wappen des Kreises Saalfeld | Wappenbegründung: Das Landkreiswappen wurde am 13. März 1948 offiziell genehmigt und bis 1952 verwendet. Am 22. Juni 1992 wurde es erneut eingeführt und behielt bis zur Verwaltungsreform und der Auflösung des Landkreises Gültigkeit. |

### Landrat
- 1990–1994 Jürgen Pfeiffer (CDU)

### Einwohnerentwicklung
| Jahr      | 1960   | 1971   | 1981   | 1989   |
| Einwohner | 59.026 | 61.792 | 59.816 | 58.505 |

## Gemeinden
Zum Kreis Saalfeld gehörten seit 1952 die folgenden Gemeinden:
| - Altenbeuthen - Arnsgereuth - Bernsdorf - Beulwitz - Birkigt - Breternitz - Döhlen - Dorfilm - Dorfkulm - Drognitz - Eyba - Fischersdorf - Gorndorf - Goßwitz - Großgeschwenda - Herschdorf b. Leutenberg | - Hirzbach - Hockeroda - Hohenwarte - Jehmichen - Kamsdorf - Kaulsdorf - Kleingeschwenda b. Arnsgereuth - Kleingeschwenda b. Leutenberg - Kleinneundorf - Knobelsdorf - Königsthal - Könitz - Laasen - Landsendorf - Langenschade - Leutenberg, Stadt | - Lichtentanne - Limbach - Lositz - Marktgölitz - Munschwitz - Neidenberga - Neuenbeuthen - Oberloquitz - Oberwellenborn - Pippelsdorf - Probstzella - Reichenbach b. Unterloquitz - Reitzengeschwenda - Reschwitz - Roda - Rosenthal | - Saalfeld, Stadt - Schaderthal - Schlaga - Schweinbach - Steinsdorf - Unterloquitz - Unterwellenborn - Volkmannsdorf - Weischwitz - Wickersdorf - Wittmannsgereuth - Witzendorf - Zopten |

- Schlaga wurde am 1. Januar 1957 nach Großgeschwenda eingemeindet.
- Kleinneundorf und Zopten wurden am 1. Januar 1957 nach Probstzella eingemeindet.
- Rosenthal wurde am 20. Juni 1957 nach Leutenberg eingemeindet.
- Breternitz und Fischersdorf wurden am 1. April 1959 zur neuen Gemeinde Breternitz-Fischersdorf zusammengeschlossen.
- Pippelsdorf wurde am 1. April 1959 nach Königsthal eingemeindet.
- Jehmichen und Lositz wurden am 1. Januar 1960 zur neuen Gemeinde Lositz-Jehmichen zusammengeschlossen.
- Kleingeschwenda b. Leutenberg wurde am 1. Januar 1960 nach Steinsdorf eingemeindet und am 1. Oktober 1990 wieder eine eigene Gemeinde.
- Döhlen wurde am 1. Januar 1960 nach Unterloquitz eingemeindet.
- Gorndorf wurden am 1. Januar 1963 nach Saalfeld/Saale eingemeindet.
- Knobelsdorf wurde am 1. September 1965 nach Reschwitz eingemeindet.
- Limbach wurde am 1. Januar 1974 nach Marktgölitz eingemeindet.
- Neidenberga am 1. Januar 1974 nach Reitzengeschwenda eingemeindet.

## Wirtschaft
Wichtige Betriebe waren unter anderem:
- VEB Rotstern Schokoladenwerk Saalfeld
- VEB Saalfelder Hebezeugbau
- VEB Brauhaus Saalfeld
- VEB Maxhütte Unterwellenborn
- VEB Polytronic Saalfeld

## Verkehr
Für den überregionalen Straßenverkehr wurde das Kreisgebiet durch die F 85 von Probstzella über Saalfeld nach Weimar, die F 90 von Saalfeld nach Hirschberg und die F 281 von Eisfeld über Sonneberg nach Triptis erschlossen.
Dem Eisenbahnverkehr dienten die Strecken Großheringen–Saalfeld, Arnstadt–Saalfeld und Leipzig–Probstzella.

## Kfz-Kennzeichen
Den Kraftfahrzeugen (mit Ausnahme der Motorräder) und Anhängern wurden von etwa 1974 bis Ende 1990 dreibuchstabige Unterscheidungszeichen, die mit den Buchstabenpaaren NN und NO begannen, zugewiesen. Die letzte für Motorräder genutzte Kennzeichenserie war NZ 68-01 bis NZ 75-00.
Anfang 1991 erhielt der Landkreis das Unterscheidungszeichen SLF.